# Zeptogram
Zeptogram är en SI-enhet som motsvarar 10−21 gram, alltså en triljarddels gram. SI-symbolen för zeptogram är zg.
Namnet kommer från SI-prefixet zepto, som är lika med en triljarddel.